# Orientispa fujiana
Orientispa fujiana là một loài côn trùng trong họ Mantispidae thuộc bộ Neuroptera. Loài này được C.-k. Yang miêu tả năm 1999.